# Szabályozó szelep

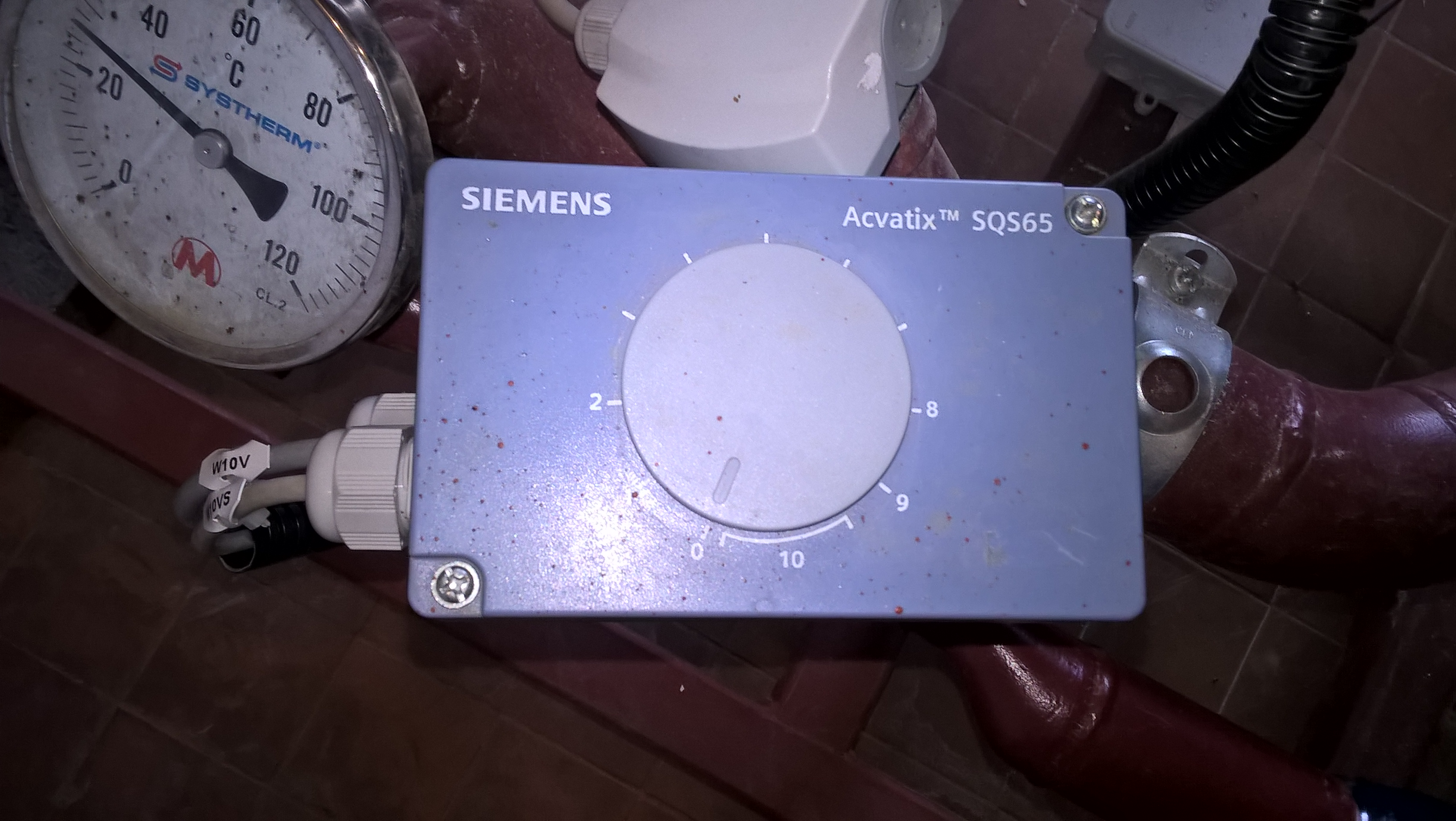
Egyutú motoros szabályozó szelep

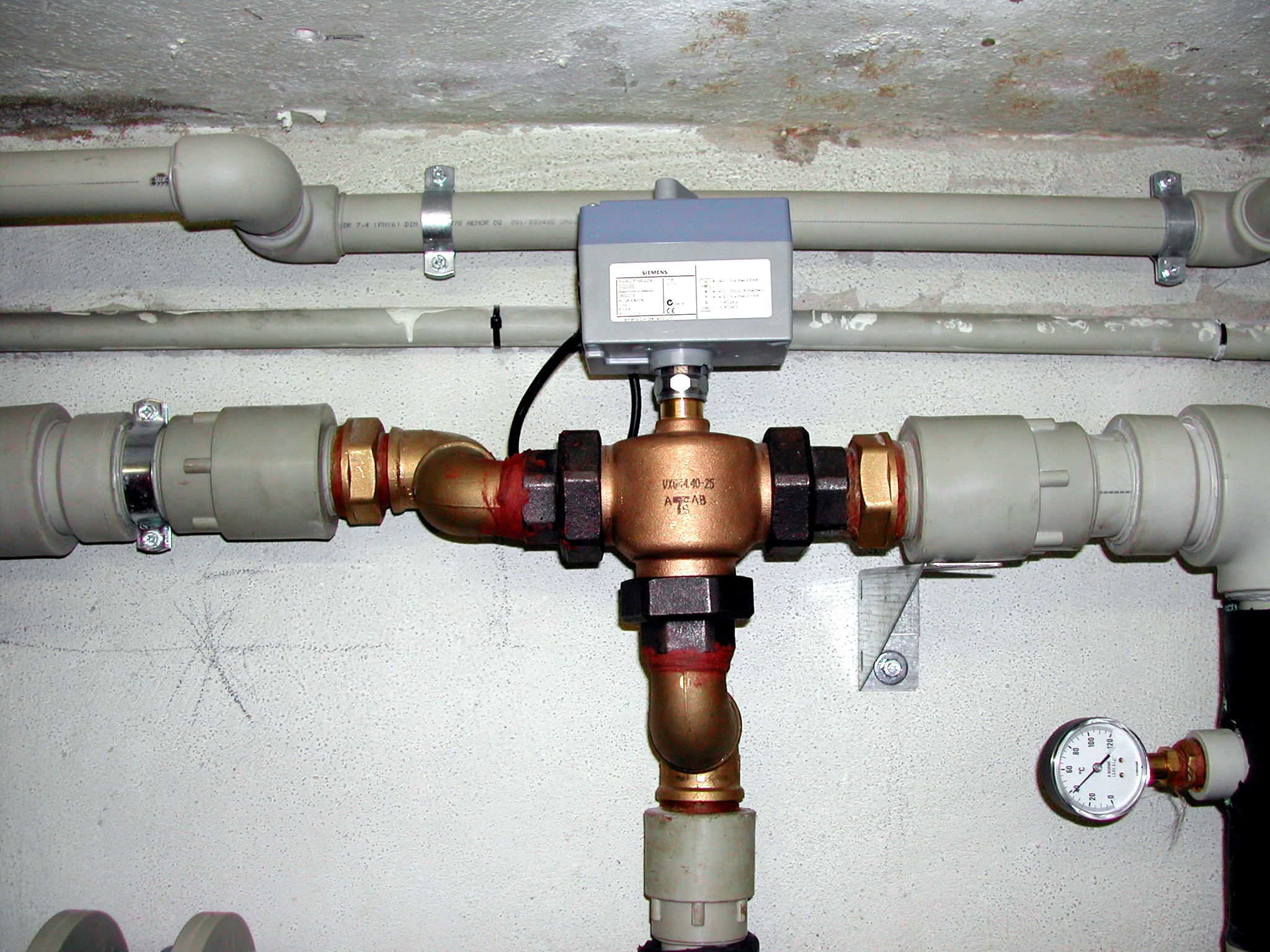
3 járatú (2 utú) motoros szabályozó szelep

A szabályozó szelep egy szelep aminek a feladata hogy egy csővezetékbe beépítve az áramlás útjába fokozatmentesen állítható ellenállást fejtsen ki a szabályzó (Kontroller) által kiadott vezérlőjelek alapján.
Ez lehetővé teszi az áramlási sebesség közvetlen irányítását és a folyamatmennyiségek következetes ellenőrzését, mint például a nyomás, hőmérséklet és a folyadékszintet.
Az automatikus vezérlő terminológiában a vezérlő szelepet "végső vezérlőelemnek" is nevezik.

## Működése
Az automatikus szabályozószelepek nyitása vagy zárása általában elektromos, hidraulikus vagy pneumatikus működtetőkkel történik. Normális esetben a szabályzó szelep bármilyen helyzetbe állítható a teljesen nyitott és teljesen zárt állapot között. A szelep pozícionálói arra szolgálnak, hogy a szelep elérje a kívánt nyitási fokot.
A pneumatikus vezérlő jelek általában 0.2-1.0 bar (3-15psi) nyomás tartományúak, gyakrabban alkalmazzák a  4-20mA elektromos jel vezérlést, ipari célokra vagy a 0-10V-os működtetést a HVAC rendszerekhez. Az elektromos vezérlés gyakran tartalmaz egy "intelligens" kommunikációs jelet a 4-20 mA-es vezérlőáramon, ezáltal a szelep pozíció (Pozíció Visszajelzés) visszajelezhető a szabályzó felé. A leggyakrabban használt protokollok a HART, a Fieldbus Foundation és a Profibus.
Az automatikus szabályozószelep három fő részből áll, amelyekben az egyes részek többféle típusban és kivitelben léteznek:
- Szelep hajtás -
- Szeleppozicionáló -
- Szelep test -

## Csoportosításuk
- 3 járatú (2 utú) (Állandó tömegáramú rendszerek jellemző szerelvénye)
- Egyutú (Változó tömegáramú rendszerek jellemző szerelvénye)

### Szabályzási mód
- Három pontos
- Analóg 0-10V vagy 4-20mA-es

### Működtető feszültség szintje
- 230V AC
- 24V AC